# Te Wairoa
Te Wairoa, auch als The Buried Village (Das begrabene Dorf) bekannt, ist eine ehemalige Siedlung westlich des Lake Tarawera auf der Nordinsel von Neuseeland.

## Geographie
Te Wairoa befindet sich im Rotorua District der Region Bay of Plenty, zwischen dem Lake Rotokākahi / Green Lake im Westen und dem Lake Tarawera im Osten.
Zu erreichen ist die archäologische Anlage des Ortes von dem rund 13 km nordwestlich liegenden Rotorua über die Tarawera Road.

## Geschichte

### Gründung
Te Wairoa wurde in den 1850er Jahren als kleine Siedlung im Tal zwischen den beiden oben genannten Seen gegründet. Den Namen erhielt die Siedlung in Anlehnung an den Namen des Wairoa Streams, der das Tal durchfließt und in den Lake Tarawera mündet. Die Gründung der Siedlung geht zurück auf Seymour Spencer, einem Pfarrer der Church Missionary Society, der 1852 in der Nähe auf dem Te Mu Hill ein Haus errichtete. Die Anlage von Te Wairoa soll auf dem von Pfarrer Samuel Marsden empfohlenen englischen Dorfplan erstellt worden sein. Eine nachhaltige Besiedelung des Dorfes konnte aber erst nach 1855 entstehen, nachdem die beiden Stämme der Gegend, die Ngati Tuhourangi und die Ngati Rangitihi ihre Fehde beigelegt hatten.

### Tourismus
Ein erster Tourismus für die Gegend kam 1860 auf, als europäisch-stämmige Bewohner des Landes Interesse an die Pink and White Terraces entwickelten, die östlich nicht weit vom Dorf entfernt bewundert werden konnten. 1865 führten die Neuseelandkriege kurzzeitig zum Versiegen des Tourismus, bis ab dem Jahr 1870 die Reisetätigkeit der Besucher wieder einsetzte und die Terrassen wieder ein Besuchermagnet wurden. Die Ngati Tuhourangi kontrollierten den Besucherstrom zu den Terrassen, stellten Unterkünfte zur Verfügung, boten sich als Touristenführer an, organisierten Kanutouren und Tanzkonzerte und weiteres mehr.

### Der Vulkanausbruch
In der Nacht des 10. Juni 1886 um 1:20 Uhr traten die ersten Erdbeben in der Gegend auf und die ersten Eruptionen des Mount Tarawera wurden von vielen unterschätzt. Doch als sich der Wind in Richtung des Dorfes drehte, wurden Kaskade aus Schlamm, Steinen und Basaltschlacke auf die Häuser und die umliegende Gegend geworfen. Zu der Zeit lebten rund 120 Angehörige der Ngati Tuhourangi und 15 Europäer in Te Wairoa. Um 6:30 Uhr des Morgens beendete der Mount Tarawera seine Eruptionen und bis dahin war ungefähr eine Schicht von einem Meter Auswurf des Vulkans auf das Dorf und seine Umgegend niedergegangen.
Mehr als 150 Menschen kamen bei dem Vulkanausbruch ums Leben. Das Dorf und die Pink and White Terraces wurden zerstört, letztere versanken zum Teil auch durch den größer gewordenen Lake Tarawera in seinen steigenden Fluten.

## Archäologische Anlage und Museum
In den Nachkriegsjahren des Zweiten Weltkriegs fing man an die archäologische Stätte unter dem Namen Buried Village für die Öffentlichkeit zugänglich zu machen. 1999 folgte die Eröffnung eines Museums, das neben der Geschichte des Vulkanausbruchs und seinen Folgen unter anderem auch Exponate der frühen Siedler und alles zu Pink and White Terraces zeigt und erklärt.